# My Policeman
Pour plus de détails, voir Fiche technique et Distribution.
My Policeman est un film américano-britannique réalisé par Michael Grandage, sorti en 2022.
Il s'agit de l'adaptation du roman du même nom de Bethan Roberts.
Il est présenté en avant-première au festival international du film de Toronto 2022, avant sa diffusion sur la plateforme Prime Video.

## Synopsis
Dans les années 1950 à Brighton au Royaume-Uni, l'institutrice Marion Taylor tombe follement amoureuse de Tom Burgess, un policier. Ce qui ressemble à une simple histoire d'amour se complique avec l'arrivée de Patrick Hazlewood, qui entame une relation secrète avec Tom à une époque où l'homosexualité est toujours considérée comme un délit. Quarante ans plus tard, Tom, Marion et Patrick vont avoir une dernière chance de réparer les dégâts et d'effacer les regrets du passé.

## Fiche technique
Sauf indication contraire, les informations mentionnées dans cette section peuvent être confirmées par la base de données cinématographiques IMDb,  présente dans la section « Liens externes ».
- Titre original et français : My Policeman
- Réalisation : Michael Grandage
- Scénario : Ron Nyswaner, d'après le roman My Policeman de Bethan Roberts
- Musique : Steven Price
- Direction artistique : Kevin Timon Hill
- Décors : Maria Djurkovic
- Costumes : Annie Symons
- Photographie : Ben Davis
- Montage : Chris Dickens
- Production : Greg Berlanti, Philip Herd, Cora Palfrey, Robbie Rogers et Sarah Schechte
- Société de production : Amazon Studios, Berlanti-Schechter Films, Independent Film Company et MGC Entertainment
- Société de production  Prime Video
- Pays de production :  Royaume-Uni,  États-Unis
- Langue originale : anglais
- Format : couleur - 1,85:1
- Genre : drame, romance
- Dates de sortie :
  - Canada : 11 septembre 2022 (festival de Toronto)
  - États-Unis : 21 octobre 2022
  - Monde : 4 novembre 2022 (sur Prime Video)

## Distribution
- Harry Styles (VF : Gauthier Battoue) : Tom Burgess
  - Linus Roache (VF : Bernard Gabay) : Tom Burgess, âgé
- Emma Corrin (VF : Barbara Probst) : Marion Taylor
  - Gina McKee (VF : Marianne Basler) : Marion Taylor, âgée
- David Dawson (VF : Anthony Audoux) : Patrick Hazlewood
  - Rupert Everett (VF : Bernard Bollet) : Patrick Hazlewood, âgé
- Jack Bandeira (en) : Leonard
- Kadiff Kirwan (en) : Nigel
- Emily John : Pamela
- Dora Davis : Sylvie
- Joseph Potter : Roy
- Richard Dempsey (en) : Bibliothécaire
- Jae Alexander : Pianiste du London Café
- Freya Mavor : Julia
- Sean Jackson : Piéton
- Maddie Rice (VF : Elia-Carmine Robbe) : Jackie Stewart
- Richard Cant (en) (VF : Adam Karage) : Rudy
- Chris Ma : Pianiste du Argyle Bar
- Lucy Briers : Mlle Brown
- Gareth Kennerley : Policier dans l'allée
- John Sandeman : Policier dans l'allée
- Nicolas Tennant : Gordon Burgess
- Charlotte Randle : Mme Burgess
- Patrick Brennan (en) : Inspecteur de police
- Brian Martin : Agent de police
- James Tucker : Officier de police de service
- Tristan Sturrock (en) : Avocat de la défense
- Ian Drysdale : Procureur
- Stefano Braschi : Jonathan
- Harry Attwell : Gardien de prison
- Simon Shorten : Compagnon de cellule de prison
- Michael Ayala-Cole : Teddy Boy (non crédité)
- Pierre Bergman : Grand-père (non crédité)
- Joseph Blake : Policier local (non crédité)
- Paul Candelent : Ouvrier (non crédité)
- Robert William Carlisle : Prisonnier (non crédité)
- Stuart Cooke : Passant (non crédité)
- James Hare : Visiteur de la jetée (non crédité)
- Sarah Lockett : Professeure (non créditée)
- Paul Willcocks : Professeur (non crédité)

## Production

### Genèse et développement
En septembre 2020, il est annoncé qu'Amazon Studios a l'intention de produire le film, avec Michael Grandage en tant que réalisateur, sur un scénario de Ron Nyswaner. Au même moment, Harry Styles et Lily James entre en négociations pour les rôles principaux.
En février 2021, James quitte les négociations et est remplacée par Emma Corrin. En mars, David Dawson, Linus Roache et Rupert Everett rejoignent la distribution. En juin, Kadiff Kirwan participe également dans le film.

### Tournage
Le tournage commence en avril 2021, principalement à Londres et Brighton, en Angleterre,. À Brighton, plusieurs lieux ont été utilisés, dont la jetée, ainsi que le Brighton Pavilion. Des scènes ont également été tournées au Belcher's Cafe, un restaurant au style traditionnel déjà utilisé dans deux autres films d'époques : Brighton Rock et Quadrophenia. Le village de Saltdean (en) à quelques kilomètres de Brighton a servi de lieu de tournage pour les scènes, se déroulant dans les années 1990. À Londres, le principal lieu utilisé est le Lincoln's Inn Fields pour une scène de sortie à l'opéra. Une scène de mariage est aussi tournée dans la Regency Town House (en) à Hove.
Il s'est terminé en décembre de la même année, avec des scènes entre Tom et Patrick à Venise, en Italie.

## Accueil

### Sortie
Le film est prévu pour une sortie limitée en salles aux États-Unis le 21 octobre 2022, avant sa sortie mondiale sur la plateforme Prime Video, le 4 novembre suivant.
En août 2022, il est annoncé que les membres de la distribution, dont Harry Styles, Emma Corrin, David Dawson, Gina McKee, Linus Roache et Rupert Everett, vont recevoir le TIFF Tribute Award, première fois que ce prix est remis à un ensemble plutôt qu'à un unique acteur. Depuis sa création en 2019, le TIFF Tribute Award a récompensé les acteurs ayant par la suite été nommé ou ayant reçu un Oscars pour le même rôle.

## Distinctions

### Récompense
- 2022 : TIFF Tribute Actor Award du Festival international du film de Toronto pour Harry Styles, Emma Corrin, David Dawson, Gina McKee, Linus Roache et Rupert Everett.

### Nominations
- 2023 : GLAAD Media Awards dans la catégorie Film exceptionnel - Sortie limitée ;
- 2023 : MTV Movie & TV Awards dans la catégorie Meilleur baiser pour Harry Styles et David Dawson ;
- 2023 : Prix de la bande-annonce d'or du Golden Trailer Awards ;
- 2023 : Queerty Awards dans la catégorie Meilleur film en studio.